# Кынманшор
Кынманшор — река в России, протекает в Прилузском районе Республики Коми. Устье реки находится в 10 км по правому берегу реки Иван-Вож. Длина реки составляет 10 км.
Исток реки в лесном массиве на Северных Увалах в 12 км к северо-западу от села Летка. Рядом с истоком Кынманшора находятся верховья реки Волосница, здесь проходит глобальный водораздел между бассейнами Волги и Северной Двины. Течёт на северо-запад, всё течение проходит по ненаселённому холмистому лесному массиву.

## Данные водного реестра
По данным государственного водного реестра России и геоинформационной системы водохозяйственного районирования территории РФ, подготовленной Федеральным агентством водных ресурсов:
- Бассейновый округ — Двинско-Печорский
- Речной бассейн — Северная Двина
- Речной подбассейн — Малая Северная Двина
- Водохозяйственный участок — Юг
- Код водного объекта — 03020100212103000011955